# Luzair
A Luzair foi uma companhia aérea portuguesa, criada em 1997.
Em 2000, a Luzair desenvolveu-se a uma companhia aérea e de negócios de corretagem. Operou-se um Lockheed L-1011 Tristar até 2009 e um Boeing 767. Luzair suspendeu as operações em janeiro de 2011. Planos para retomar negócios no início de 2012 não se concretizaram.

## Frota
2 A340-300 (encoberto)